# Chrystus w Ogrójcu (obraz El Greca)
Chrystus w Ogrójcu – jeden z kilku obrazów El Greca poruszający temat modlitwy Jezusa w Ogrójcu.

Temat obrazu został zaczerpnięty z Nowego Testamentu, z Ewangelii Łukasza. Motyw modlitwy Jezusa w Ogrójcu przed pojmaniem opisują wszystkie ewangelie, ale jedynie ewangelia Łukasza wspomina o ukazaniu się Jezusowi anioła: 

Wtedy ukazał Mu się anioł z nieba i umacniał Go. Pogrążony w udręce jeszcze usilniej się modlił, a Jego pot był jak gęste krople krwi, sączące się na ziemię. Gdy wstał od modlitwy i przyszedł do uczniów, zastał ich śpiących ze smutku. Rzekł do nich: «Czemu śpicie? Wstańcie i módlcie się, abyście nie ulegli pokusie». (Łk 22,43-46)

## Charakterystyka obrazów
El Greco kilkakrotnie podejmował się tego tematu. Wszystkie jego prace niewiele różniły się od siebie. Jedynie wersje z National Gallery w Londynie i z Toledo mają inny układ kompozycyjny – śpiący apostołowie przedstawieni zostali nie u dołu sceny, ale niejako w oddzielonej wyśnionej chmurce, jako element nieistotny dla epizodu spotkania Jezusa z aniołem.
Na pozostałych znanych czterech wersjach – z Budapesztu, Andújar, Buenos Aires i Cuenca – apostołowie zgodnie z tradycją śpią, gdy Chrystus modli się do Boga. El Greco musiał posłużyć się woskowymi modelami, ponieważ widoczne płaty tkanin układają się zbyt sztywno i sztucznie. Piotr widoczny z prawej strony ma rysy twarzy i brodę, podobną do tej jaką można zobaczyć u postaci z wcześniejszych dzieł malarza m.in. występującej we Łzach św. Piotra czy w Laokoonie.
Pośrodku obrazu, na skale, klęczy Chrystus skąpany w mocnym świetle, niczym reflektora. Po jego prawej stronie ukazuje się anioł z kielichem w dłoni, symbolizującym przyszłą ofiarę. Użyte barwy przez El Greca, harmonizują ze sobą i tworzą trwały element kompozycyjny dzieląc obraz na dwie części. U dołu barwy pomarańczowobrazowe i oliwkowe szat apostołów łączą się z ciemnymi barwami chmur. Amarantowy płaszcz Chrystusa błyszczy refleksjami światła bijącego z białej szaty anioła. Po prawej stronie w głębi, w świetle pochodni, widać nadchodzących żołnierzy.
Obraz znajdujący się w Muzeum Sztuk Pięknych w Budapeszcie, zanim trafił do stolicy, znajdował się w kolekcji Lipota M. Herzoga i węgierskiego mecenasa sztuki Marcellego Nemesa.

## Inne wersje

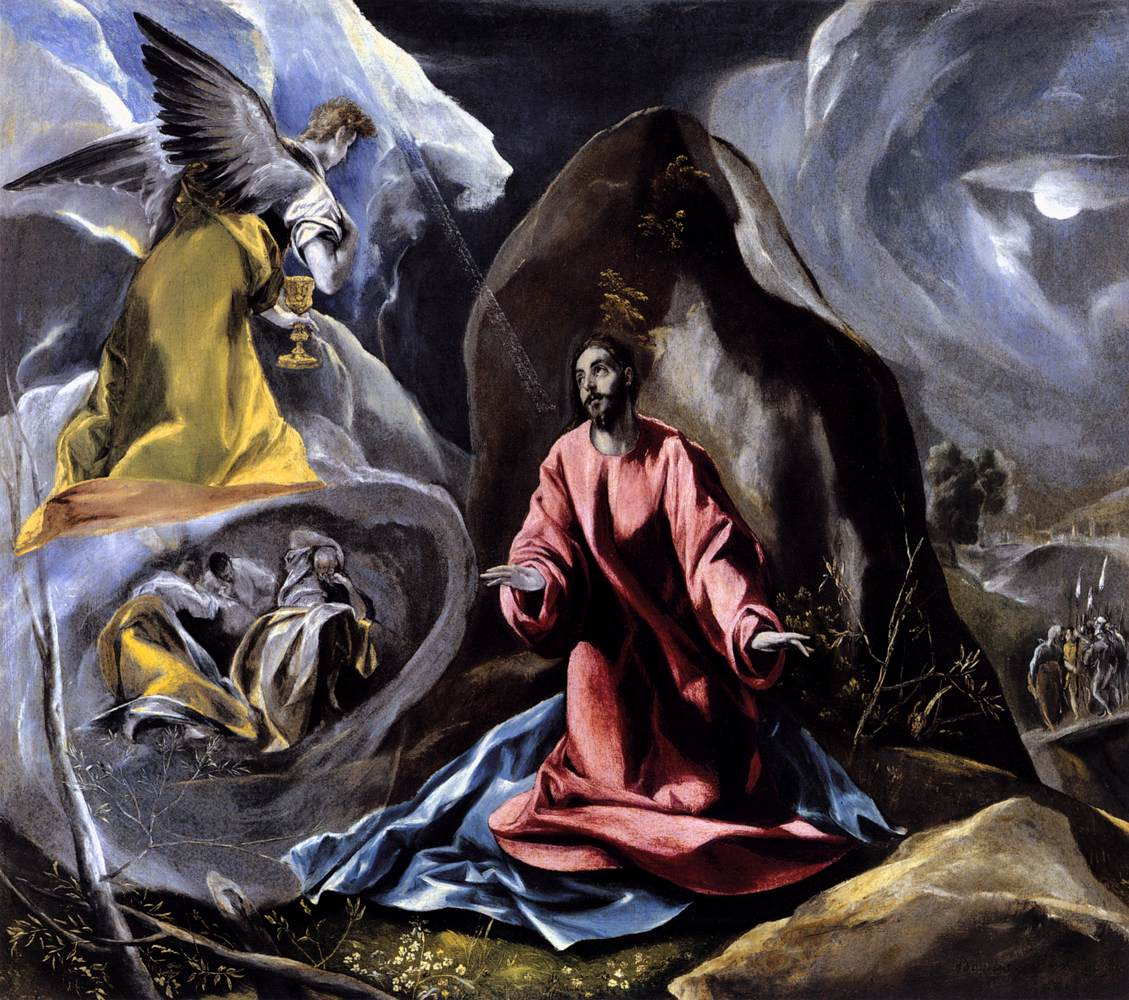
Chrystus w Ogrójcu (1590)[2] 104 × 117 cm Toledo Museum of Art (Ohio)
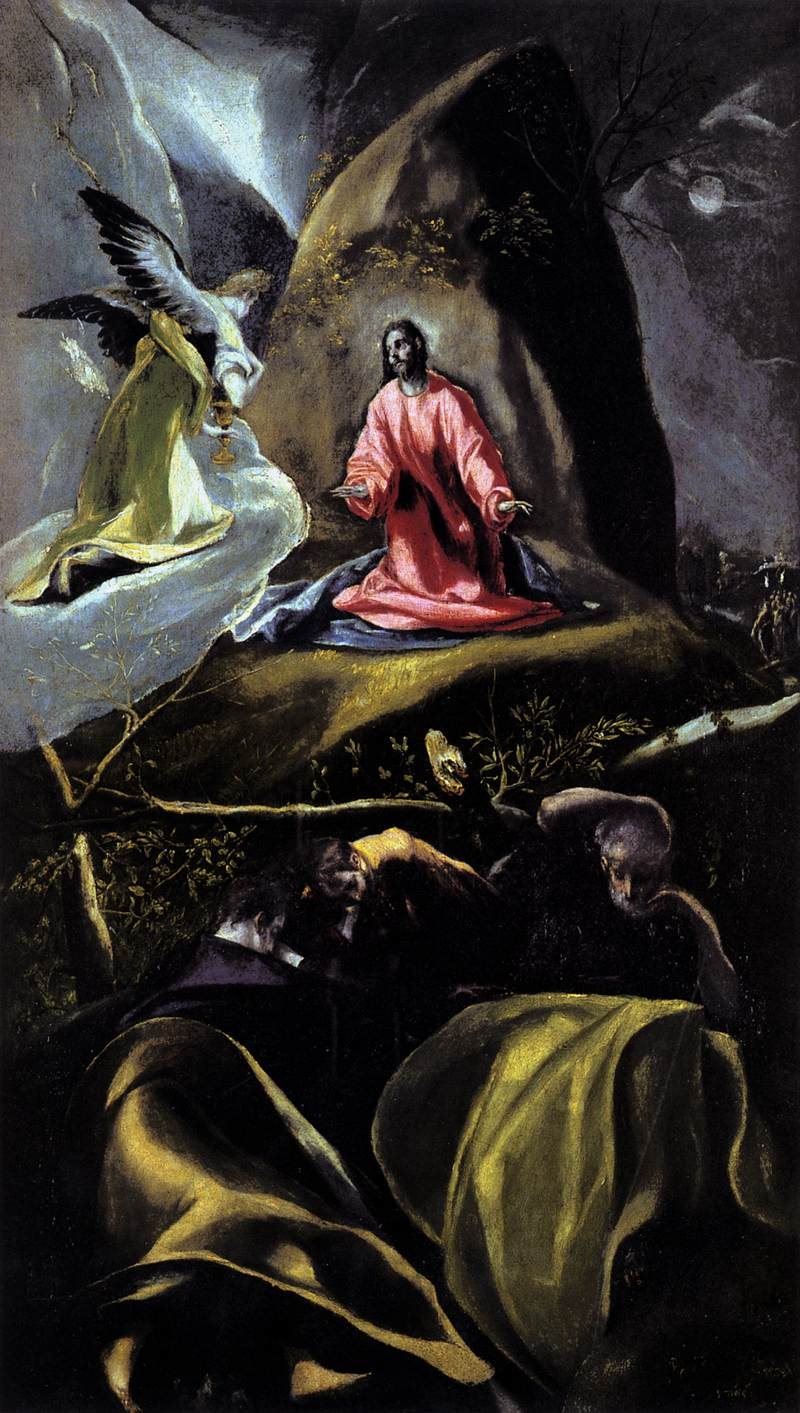
Chrystus w Ogrójcu (1600 – 1605) 86 × 50 cm, Museo Diocesano de Arte Religioso
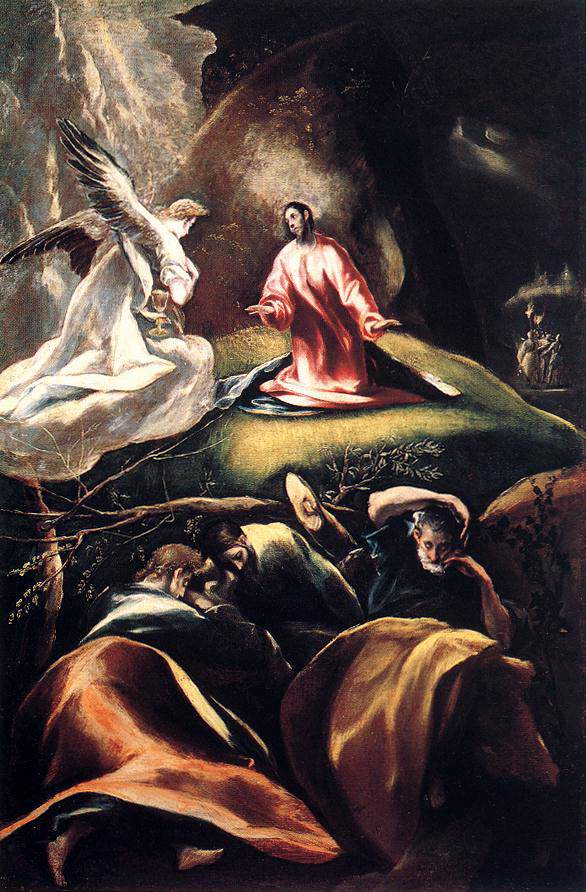
Chrystus w Ogrójcu 1610, 170 × 112,5 cm Muzeum Sztuk Pięknych w Budapeszcie
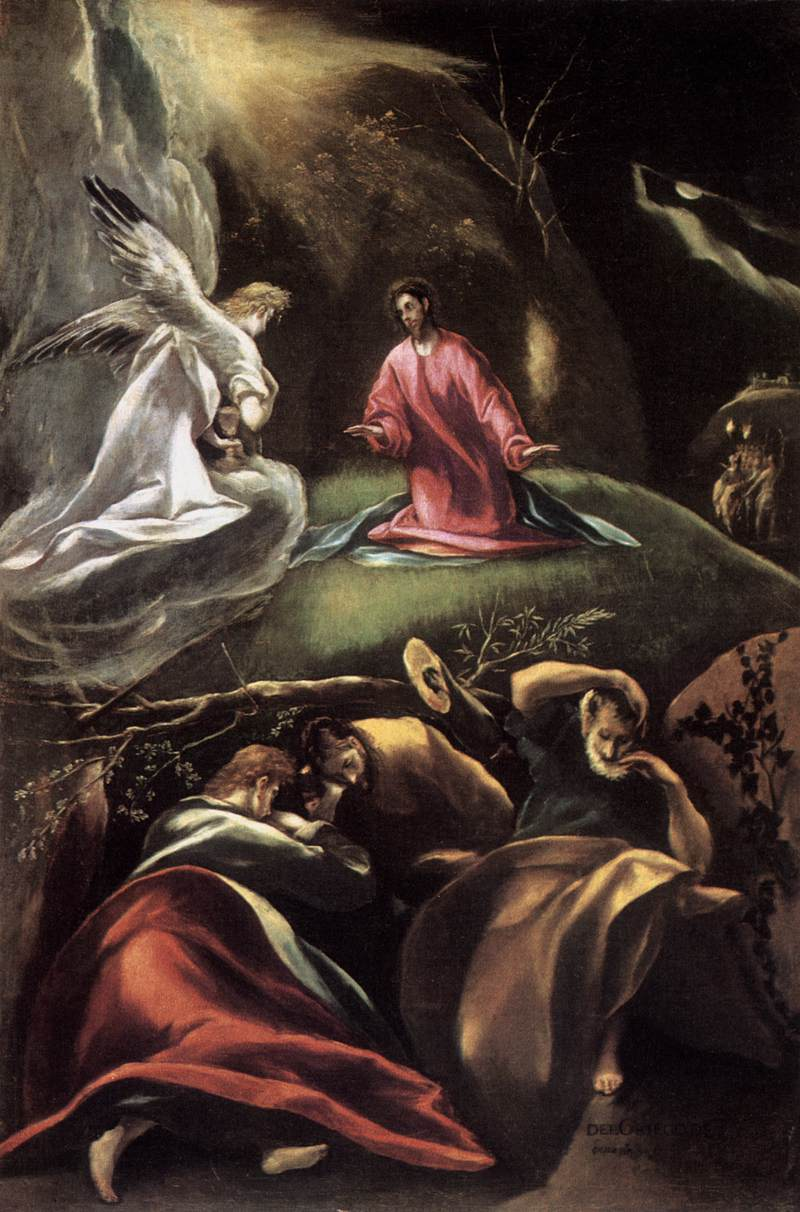
Chrystus w Ogrójcu (1600 – 1605), 169 × 112 cm Kościół Matki Bożej w Andújar
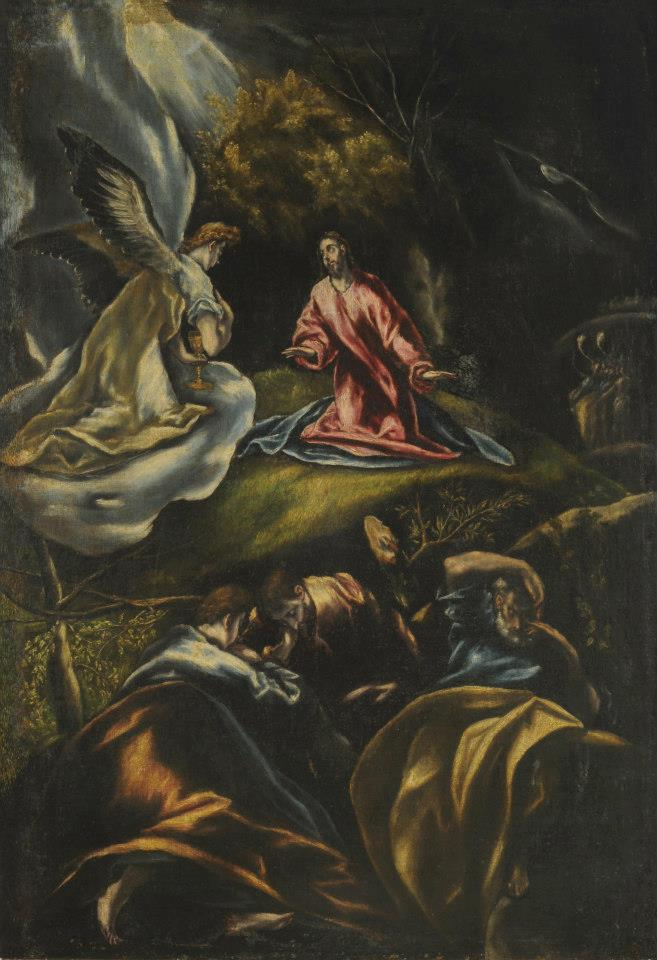
Chrystus w Ogrójcu koniec XVI w. 108 × 76 cm Państwowe Muzeum Sztuk Pięknych w Buenos Aires

- Chrystus w Ogrójcu – 1605, 161 × 91, Musée des beaux-arts de Lille